# Мингоцци, Фульвио
Фульвио Мингоцци (итал. Fulvio Mingozzi; род. 6 октября 1925, Лагосанто, Феррара, Королевство Италия — ум. 19 сентября 2000, Рим, Италия) — итальянский характерный актёр. Наиболее известен по небольшим, зачастую эпизодическим или камео-ролям в фильмах режиссёра Дарио Ардженто.
Помимо съёмок в кино, Мингоцци также выступал на телевидении: с 1965 по 1975 он снимался в серии комедийных скетчей под названием «Carosello» (рус. Карусель), транслируемых на телеканале RAI.

## Фильмография
| Год  |   | Русское название              | Оригинальное название              | Роль                         |
| ---- | - | ----------------------------- | ---------------------------------- | ---------------------------- |
| 1967 | ф | Лицом к лицу                  | Faccia a faccia                    | посетитель банка             |
| 1967 | ф | Дни ярости                    | I giorni dell'ira                  | помощник Тёрнера             |
| 1968 | ф | Сатанинский                   | Satanik                            | мужчина в казино             |
| 1969 | ф | Сатирикон                     | Fellini — Satyricon                | гость Трималхиона            |
| 1969 | ф | Сицилийский клан              | Le Clan des Siciliens              | мужчина в вестибюле отеля    |
| 1970 | ф | Птица с хрустальным оперением | L'uccello dalle piume di cristallo | полицейский                  |
| 1971 | ф | Кошка о девяти хвостах        | Il gatto a nove code               | помощник комиссара           |
| 1971 | ф | Хвост скорпиона               | La coda dello scorpione            | Курт Боумер                  |
| 1971 | ф | Четыре мухи на сером бархате  | 4 mosche di velluto grigio         | менеджер музыкальной студии  |
| 1973 | ф | Пять дней                     | Le cinque giornate                 | мужчина на собрании          |
| 1973 | с | Дверь в темноту               | La porta sul buio                  | полицейский                  |
| 1975 | ф | Кроваво-красное               | Profondo rosso                     | Мингоцци                     |
| 1976 | ф | Полицейская делает карьеру    | La poliziotta fa carriera          | судмедэксперт                |
| 1976 | ф | Рим полный насилия            | Roma a mano armata                 | Колантони, сотрудник полиции |
| 1977 | ф | Суспирия                      | Suspiria                           | таксист                      |
| 1978 | ф | Большая битва                 | Il grande attacco                  | французский партизан         |
| 1980 | ф | Инферно                       | Inferno                            | таксист                      |
| 1981 | ф | Бадди едет на запад           | Occhio alla penna                  | владелец салуна              |
| 1982 | ф | Дрожь                         | Tenebre                            | господин Альборетто          |
| 1983 | ф | Бонни и Клайд по-итальянски   | Bonnie e Clyde all'italiana        | доктор Доминичи              |
| 1983 | ф | 2019: Новые варвары           | I nuovi barbari                    | Эймос                        |
| 1985 | ф | Феномен                       | Phenomena                          | мистер Сульзер               |